# 韦利-马蒂·萨维奈宁
韦利-马蒂·萨维奈宁（芬蘭語：Veli-Matti Savinainen，1986年1月5日—），芬兰男子冰球运动员，场上位置是前锋。他曾代表芬兰国家队参加2018年冬季奥林匹克运动会冰球比赛，获得第六名。